# طحلبيات ترنتبول
طحلبيات ترنتبول (الاسم العلمي:Trentepohliales) هي رتبة من الطحالب الخضراء تتبع طائفة الأشنيات الأولفانية.

## التصنيف
- طحالب ترنتبول
  - طحلب ترنتبول